# Valentin Vaala
Valentin Vaala (11 de octubre de 1909 – 21 de noviembre de 1976) fue un director, editor y guionista cinematográfico finlandés. 

## Biografía

### Inicios
Su verdadero nombre era Valentin Jakovitsh Ivanoff, y nació en Helsinki, Finlandia, siendo sus padres Jakov Ivanoff y Nadeschda Aleksandrovna Jefimoffin, ambos de origen ruso. Tuvo una hermana, Tatjana, nacida en 1911. Valentin cursó sus primeros estudios en la Escuela Tabunov, dirigida por la Iglesia Ortodoxa. Además del ruso, Valentin hablaba el sueco y el finlandés, aunque con este último tenía menor fluidez al escribirlo, motivo por el cual en el futuro trabajó con ayudantes en sus guiones.

### Carrera

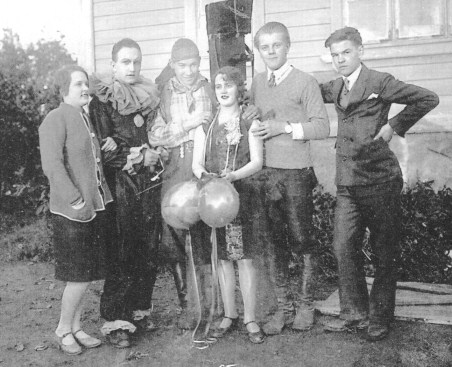
Pausa del rodaje de Mustat silmät, con Teuvo Tulio (tercero por la izq.) y Valentin Vaala a la derecha

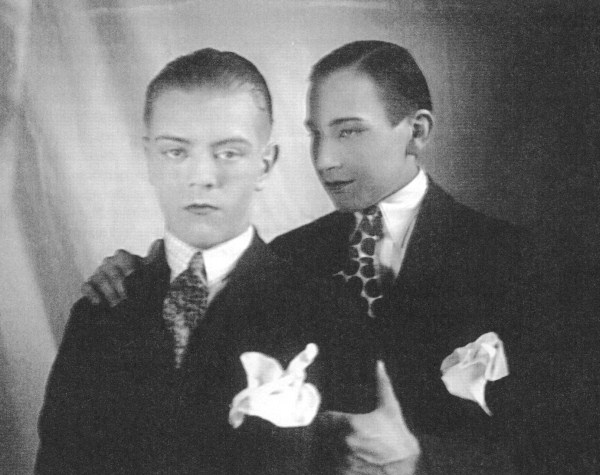
Valentin Vaala y Teuvo Tulio

Valentin Vaala estuvo interesado en la dirección cinematográfica desde el principio de su carrera. Amigo desde la adolescencia del cineasta Teuvo Tulio, con el apoyo económico de Armas Willamo y la productora Fennica, en 1929 rodaron la película Mustat silmät, dirigida por él e interpretada por Tulio. La cinta no tuvo éxito, y Vaala lanzó los negativos al mar.
Valentin Ivanoff escogió Valentin Vaala como nombre artístico. A pesar del mal resultado de su primera película, filmaron en el verano de 1929 Mustalaishurmaaja, cinta también de ambiente gitano. La protagonista femenina fue Hanna Taini, de 18 años de edad. Mustalaishurmaaja fue la cuarta película finlandesa más vista ese año.
En el invierno de 1931 Vaala dirigió y Tulio protagonizó el melodrama Laveata tietä. Aunque la cinta era muda, se acompañó de efectos sonoros y dos canciones.
La última película rodada por Vaala y Tulio fue Sininen varjo (1933), basada en una historia inédita de Mika Waltari. Tras el rodaje cada cineasta llevó un rumbo diferentes. Vaala siguió trabajando para Fennica-Filmi, mientras que Tulio volvió a actuar en Sortuneita (1935), dedicándose a partir de entonces a la dirección.
En esa época Vaala empezó a dirigir comedias. En 1934 filmó Helsingin kuuluisin liikemies, escrita por Tauno Tattari e interpretada por Aku Korhonen. Fue la primera película de Tauno Majuri, y el primer papel de importancia de Regina Linnanheimo. Su siguiente comedia con Fennica fue Kun isä tahtoo... (1935), en la cual él también actuaba. Sin embargo, insatisfecho con su interpretación, decidió a partir de entonces dedicarse exclusivamente a la dirección.
En el otoño de 1934 Vaala pasó a trabajar para la compañía Aho & Soldan como director de cortometrajes, editor y director de fotografía. Aunque la colaboración fue buena, en la primavera del siguiente año pasó a la productora más importante del país, Suomi-Filmi, como segundo director.

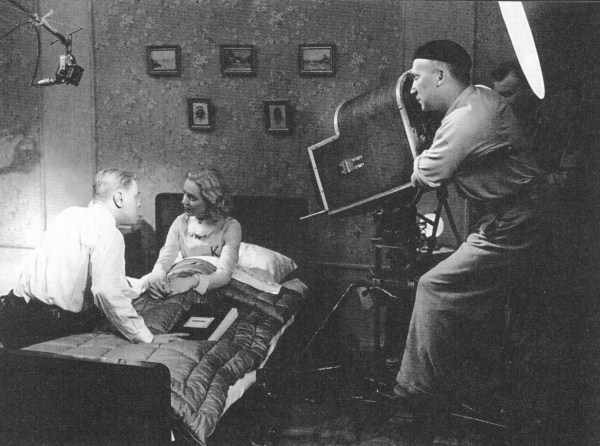
Valentin Vaala dirige a Ansa Ikonen en Vaimoke

A partir de 1935 y hasta el final de su carrera, Vaala trabajó para Suomi-Filmi. Su primera película fue Kaikki rakastavat (1935), una comedia romántica rodada en Helsinki, Espoo y Hanko, primera vez en la que actuaban juntos Tauno Palo y Ansa Ikonen.
Su siguiente producción, Vaimoke (1936), se basaba en una novela de Hilja Valtonen. También protagonizada por Palo y Ikonen, fue un éxito de público, y Vaala dirigió una secuela indirecta, Mieheke (1936).
Después Vaala pasó al drama rodando Koskenlaskijan morsian (1937), una nueva versión de la cinta muda de Erkki Karu estrenada en 1923 Koskenlaskijan morsian. Durante mucho tiempo fue considerada la mejor película de Vaala.
Dos años más tarde volvió a la comedia alocada con Rikas tyttö (1939), con Lea Joutseno y Sirkka Sari, la cual falleció en un accidente al finalizar la filmación. Lea Joutseno pasó a ser la estrella femenina de las comedias de Vaala de la siguiente década.
Vaala adaptó muchos clásicos de la literatura finlandesa al cine, entre ellos obras de Hella Wuolijoki. La primera cinta fue Juurakon Hulda (1937), redactando el guion junto a Jaakko Huttunen. Los protagonistas fueron Irma Seikkula y Tauno Palo. Juurakon Hulda fue la película finlandesa más vista de los años 1930, con casi un millón de espectadores.
Las siguientes adaptaciones de Wuolijoki fueron Niskavuoren naiset (1938), interpretada por Tauno Palo y Sirkka Sari, y Vihreä kulta (1939), que no alcanzó la calidad de las primeras.Tras la Segunda Guerra Mundial continuó la serie Niskavuori con la película Loviisa – Niskavuoren nuori emäntä (1946), con la cual Vaala obtuvo en 1947 el Premio Jussi a la mejor dirección. Otra adaptación de  Wuolijoki, Jossain on railo (1949), no se basaba en una obra teatral, sino que era un guion escrito directamente para la película por la escritora. Fue la de menor éxito de la serie de cintas de Wuolijoki.
Durante la Guerra de Invierno, Vaala dirigió cortometrajes de propaganda. Finalizada la contienda recibió la Medalla Conmemorativa de la Guerra de Invierno, a pesar de no haber formado parte del Ejército. Obtuvo la ciudadanía finlandesa el 11 de noviembre de 1940. En la Guerra de Continuación trabajó para la sede del Cuartel General, y en 1943 le concedieron la Orden de la Cruz de la Libertad.

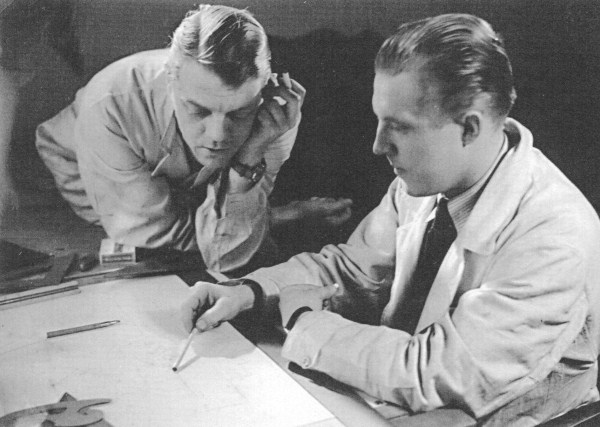
Valentin Vaala y Erkki Siitonen trabajando en Morsian yllättää

Suomi-Filmi produjo cinco comedias entre 1941 y 1946, trabajando en los guiones Lea Joutseno y Kersti Bergroth. Las cintas fueron Morsian yllättää (1941), Tositarkoituksella (1943), Dynamiittityttö (1944), Vuokrasulhanen (1945) y Viikon tyttö (1946). La actriz principal fue Joutseno. Por Dynamiittityttö, Vaala obtuvo en 1945 el Premio Jussi al mejor director. 
Ese mismo año dirigió Linnaisten vihreä kamari, basada en una novela de Zacharias Topelius, película que conjugaba el humor, el romance y el terror. Gran éxito de público y de crítica, fue la producción finlandesa más vista ese año. Además ganó cuatro Premios Jussi: a la mejor dirección, al mejor actor (Rauli Tuomi), a la mejor fotografía (Eino Heino) y a la mejor dirección artística (Tapio Vilpponen).

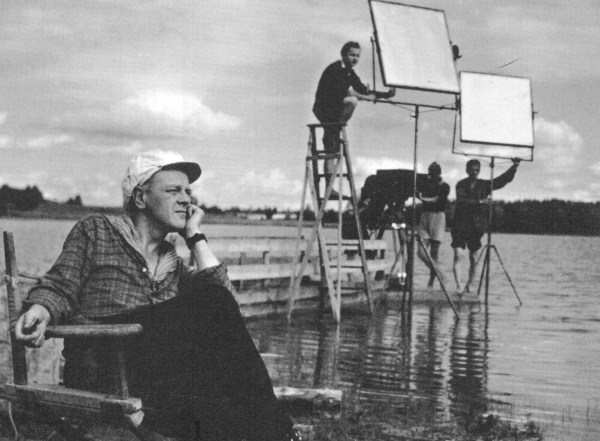
Valentin Vaala en el rodaje de Ihmiset suviyössä en 1948

Según muchos críticos, su mejor película fue Ihmiset suviyössä (1948), adaptación de una novela de Frans Eemil Sillanpää. Destacaba el trabajo de fotografía de Eino Heino. El protagonista era Martti Katajisto, y la cinta obtuvo un Premio Jussi al mejor guion

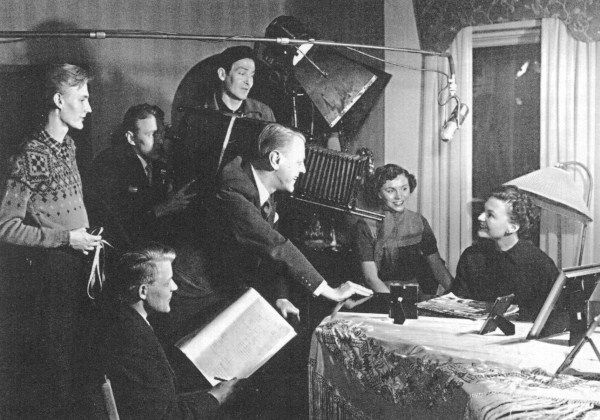
Valentin Vaala dirige a Anja Räsänen y Rauha Rentola en Huhtikuu tulee

Además de las adaptaciones de Wuolijoki, las producciones más relevantes de Vaala son tres cintas basadas en obras de Mika Waltari. Gabriel, tule takaisin (1951) fue una comedia interpretada por Tarmo Manni, Salli Karuna y Emma Väänänen. Las dos actrices recibieron un Premio Jussi, al igual que Tapio Vilpponen por su dirección artística. La siguiente de la trilogía fue Omena putoaa... (1952), película en la que actuaba Valtteri Virmajoki. La tercera producción fue Huhtikuu tulee (1953), una comedia interpretada por Rauha Rentola, Joel Rinne y Anja Räsänen.

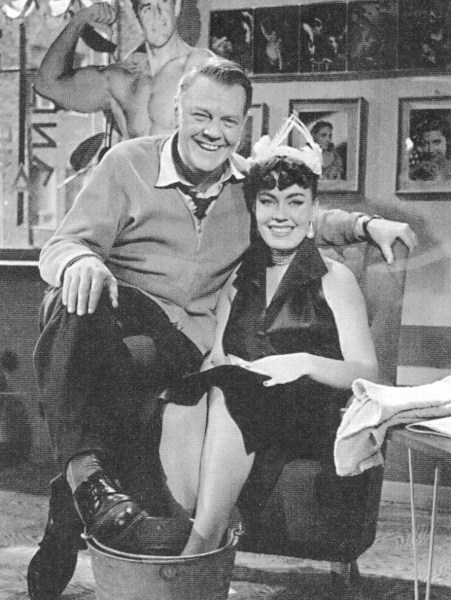
Valentin Vaala y Leila Lampi durante el rodaje de Minä ja mieheni morsian

En sus últimos años de carrera, la calidad artística de las películas de Vaala fue decayendo, aunque parte de la culpa podía achacarse a la crisis comercial y artística de la cinematografía finlandesa de finales de los años 1950. En esa época Vaala volvió a filmar algunos de sus éxitos de los años 1930, como fue el caso de Niskavuoren naiset (1958) y Minä ja mieheni morsian (1955), y cintas de otros directores, como Siltalan pehtoori (1953) y Nummisuutarit (1957), primera película en color de Suomi-Filmi. Entre sus nuevas películas en esos años tuvieron un relativo buen resultado Huhtikuu tulee (1953) y Yhteinen vaimomme (1956).
Su segunda película en color fue Nuori mylläri (1958), basada en una obra de Maiju Lassila, y protagonizada por Martti Kuningas.
En 1961 dirigió un musical juvenil, Nuoruus vauhdissa, interpretado por Lasse Liemola y Laila Kinnunen. Fue la última producción escrita por Usko Kemppi para Vaala.
El último largometraje de Vaala fue Totuus on armoton (1963), drama adaptación de una novela de Mauri Sariola. Tras ella fue transferido al departamento de cortometrajes de Suomi-Filmi, pues a partir de entonces la productora se centró en el rodaje de cintas bajo demanda, siendo sus clientes organismos públicos y empresas. Se retiró en 1974, a los 65 años, cuando se le concedió una pensión.

### Últimos años
Vaala tuvo amistad, entre otros, con los críticos cinematográficos Hans Kutter y Paula Talaskivi. Aunque no fue de conocimiento público y no se conocían sus relaciones personales, era homosexual. Sí se sabe que en sus últimos años sus finanzas dependían de un joven empleado suyo llamado Kaitsu.
Valentin Vaala falleció en su domicilio en Helsinki en 1976, y fue enterrado en el Cementerio Ortodoxo de dicha ciudad.

## Filmografía como director
- 1929 : Mustat silmät
- 1929 : Mustalaishurmaaja
- 1931 : Laveata tietä
- 1933 : Sininen varjo eli Keskiyön murha
- 1934 : Helsingin kuuluisin liikemies
- 1935 : Kun isä tahtoo...
- 1935 : Kaikki rakastavat
- 1936 : Vaimoke
- 1936 : Mieheke
- 1937 : Koskenlaskijan morsian
- 1937 : Juurakon Hulda
- 1938 : Niskavuoren naiset
- 1938 : Sysmäläinen
- 1939 : Rikas tyttö
- 1939 : Vihreä kulta
- 1940 : Jumalan myrsky
- 1941 : Morsian yllättää
- 1941 : Antreas ja syntinen Jolanda
- 1942 : Varaventtiili
- 1943 : Tositarkoituksella
- 1943 : Neiti Tuittupää
- 1943 : Keinumorsian
- 1944 :  Dynamiittityttö (Premio Jussi al mejor director[16])
- 1945 : Vuokrasulhanen
- 1945 : Linnaisten vihreä kamari
- 1946 : Viikon tyttö
- 1946 : Loviisa – Niskavuoren nuori emäntä (Premio Jussi a la mejor dirección)
- 1947 : Maaret – tunturien tyttö
- 1948 : Ihmiset suviyössä (Premio Jussi al mejor guion
- 1949 : Sinut minä tahdon
- 1949 : Jossain on railo
- 1951 : Gabriel, tule takaisin
- 1952 : Kulkurin tyttö
- 1952 : Omena putoaa... (Premio Jussi a la mejor dirección)
- 1953 : Huhtikuu tulee
- 1953 : Siltalan pehtoori
- 1954 : Minäkö isä!
- 1955 : Minä ja mieheni morsian
- 1956 : Yhteinen vaimomme
- 1957 : Nummisuutarit
- 1958 : Nuori mylläri
- 1958 : Niskavuoren naiset
- 1961 : Nuoruus vauhdissa
- 1963 : Totuus on armoton